# フットボールリーグ・プレーオフ2019
この項目では、2018-2019年シーズンのフットボールリーグ・プレーオフについて述べる。
プレーオフでは、フットボールリーグに属する各カテゴリーの昇格チームの最後の1枠を決定する。チャンピオンシップとリーグ1はレギュラーシーズン3位～6位のチームが、リーグ2では4位～7位のチームが参加する。また、準決勝はホーム・アンド・アウェー形式で行われ、決勝はウェンブリー・スタジアムでの一発勝負で行われる。

## 日程
2019年5月9日に開幕し、同年5月26日に閉幕する。

## チャンピオンシップ
| 順 | チーム                               | 試 | 勝 | 分 | 敗 | 得 | 失 | 差  | 点 |
| -- | ------------------------------------ | -- | -- | -- | -- | -- | -- | --- | -- |
| 3  | リーズ・ユナイテッド                 | 46 | 25 | 8  | 13 | 73 | 50 | +23 | 83 |
| 4  | ウェスト・ブロムウィッチ・アルビオン | 46 | 23 | 11 | 12 | 87 | 62 | +25 | 80 |
| 5  | アストン・ヴィラ                     | 46 | 20 | 16 | 10 | 82 | 61 | +21 | 76 |
| 6  | ダービー・カウンティ                 | 46 | 20 | 14 | 12 | 69 | 54 | +15 | 74 |

### 準決勝
| 2019年5月11日 17:15 |

| ダービー・カウンティ | 0 - 1         | リーズ・ユナイテッド |
|                      | レポート(BBC) | ルーフェ 55分        |

| プライド・パーク・スタジアム, ダービー 観客数: 31,723人 主審: クレイグ・ポーソン |

| 2019年5月15日 19:45 |

| リーズ・ユナイテッド                     | 2 - 4         | ダービー・カウンティ                                                                  |
| ダラス 23分, 62分 · ベラルディ 69分 78分 | レポート(BBC) | マリオット 45分, 85分 · マウント 46分 · ウィルソン 58分 (pen.) · マローン 20分 90+1分 |

| エランド・ロード, リーズ 観客数: 36,326人 主審: アンソニー・テイラー |

二試合合計スコア 4 - 3でダービー・カウンティが決勝進出
| 2019年5月11日 12:30 |

| アストン・ヴィラ                       | 2 - 1         | ウェスト・ブロムウィッチ・アルビオン |
| フリハン 75分 · アブラハム 78分 (pen.) | レポート(BBC) | ゲイル 16分 · ゲイル 62分 88分       |

| ヴィラ・パーク, バーミンガム 観客数: 40,754人 主審: グレアム・スコット |

| 2019年5月14日 20:00 |

| ウェスト・ブロムウィッチ・アルビオン             | 1 - 0 (延長)  | アストン・ヴィラ                                         |
| ドーソン 29分 · ブラント 66分 80分               | レポート(BBC) |                                                          |
|                                                  | PK戦          |                                                          |
| ホルゲート ヘガジー アダラビオヨ ギブス モリソン | 3 - 4         | フリハン ジェディナク グリーリッシュ アドマー アブラハム |

| ザ・ホーソンズ, ウェスト・ブロムウィッチ 観客数: 25,702人 主審: クリス・カヴァナー |

二試合合計スコア 2 - 2、PK戦 3 - 4でアストン・ヴィラが決勝進出

### 決勝
| 2019年5月26日 15:00 |

| アストン・ヴィラ                | 2-1    | ダービー・カウンティ |
| エル・ガジ 44分 · マッギン 59分 | Report | マリオット 81分      |

| ウェンブリー・スタジアム, ロンドン 観客数: 85,826 主審: ポール・ティアニー |

## リーグ1
| 順 | チーム                       | 試 | 勝 | 分 | 敗 | 得 | 失 | 差  | 点 |
| -- | ---------------------------- | -- | -- | -- | -- | -- | -- | --- | -- |
| 3  | チャールトン・アスレティック | 46 | 26 | 10 | 10 | 73 | 40 | +33 | 88 |
| 4  | ポーツマス                   | 46 | 25 | 13 | 8  | 83 | 51 | +32 | 88 |
| 5  | サンダーランド               | 46 | 22 | 19 | 5  | 80 | 47 | +33 | 85 |
| 6  | ドンカスター・ローヴァーズ   | 46 | 20 | 13 | 13 | 76 | 58 | +18 | 73 |

### 準決勝
| 2019年5月12日 12:15 |

| ドンカスター・ローヴァーズ | 1 - 2         | チャールトン・アスレティック |
| ブレア 87分                | レポート(BBC) | テイラー 32分 · アリボ 34分  |

| キープモート・スタジアム, ドンカスター 観客数: 11,140人 主審: オリヴァー・ラングフォード |

| 2019年5月17日 19:45 |

| チャールトン・アスレティック               | 2 - 3 (延長)  | ドンカスター・ローヴァーズ                             |
| ビエリク 2分 · プラットリー 101分          | レポート(BBC) | ロウ 11分 · バトラー 88分 · マークイス 100分           |
|                                            | PK戦          |                                                        |
| ソリー カレン テイラー アリボ ナビ・サール | 4 - 3         | ホワイトマン サドリアー クローフォード マークイス ロウ |

| ザ・ヴァレイ・スタジアム, チャールトン 観客数: 25,428人 主審: ギャヴィン・ウォード |

二試合合計スコア 4 - 4、PK戦 4 - 3でチャールトン・アスレティックが決勝進出
| 2019年5月11日 19:30 |

| サンダーランド                      | 1 - 0         | ポーツマス |
| マグワイア 62分 · オズトゥルク 67分 | レポート(BBC) |            |

| スタジアム・オブ・ライト, サンダーランド 観客数: 26,610人 主審: アンディ・ウールマー |

| 2019年5月16日 19:45 |

| ポーツマス | 0 - 0         | サンダーランド |
|            | レポート(BBC) |                |

| フラットン・パーク, ポーツマス 観客数: 18,077人 主審: ピーター・バンクス |

二試合合計スコア 1 - 0でサンダーランドが決勝進出

### 決勝
| 2019年5月25日 15:00 |

| チャールトン・アスレティック      | 2 - 1 | サンダーランド    |
| パリントン 35分 · バウアー 90+4分 |       | サール 5分 (o.g.) |

| ウェンブリー・スタジアム, ロンドン |

## リーグ2
| 順 | チーム                           | 試 | 勝 | 分 | 敗 | 得 | 失 | 差  | 点 |
| -- | -------------------------------- | -- | -- | -- | -- | -- | -- | --- | -- |
| 4  | マンスフィールド・タウン         | 46 | 20 | 16 | 10 | 69 | 41 | +28 | 76 |
| 5  | フォレストグリーン・ローヴァーズ | 46 | 20 | 14 | 12 | 68 | 47 | +21 | 74 |
| 6  | トレンメア・ローヴァーズ         | 46 | 20 | 13 | 13 | 63 | 50 | +13 | 73 |
| 7  | ニューポート・カウンティ         | 46 | 20 | 11 | 15 | 59 | 59 | 0   | 71 |

### 準決勝
| 2019年5月9日 19:45 |

| ニューポート・カウンティ | 1 - 1         | マンスフィールド・タウン |
| アモンド 83分            | レポート(BBC) | ハミルトン 12分          |

| ロドニー・パレード, ニューポート 観客数: 6,035人 主審: チャールズ・ブレークスピアー |

| 2019年5月12日 18:00 |

| マンスフィールド・タウン                | 0 - 0 (延長)  | ニューポート・カウンティ                   |
|                                         | レポート(BBC) |                                            |
|                                         | PK戦          |                                            |
| アジョセ ハミルトン ウォーカー ベニング | 3 - 5         | バトラー アモンド デメトリウ プール ドラン |

| ワン・コール・スタジアム, マンスフィールド 観客数: 7,361人 主審: マイケル・ソールズベリー |

二試合合計スコア 1 - 1、PK戦 3 - 5でニューポート・カウンティが決勝進出
| 2019年5月10日 19:45 |

| トレンメア・ローヴァーズ | 1 - 0         | フォレストグリーン・ローヴァーズ |
| バンクス 26分            | レポート(BBC) | ガニング 15分                    |

| プレントン・パーク, バーケンヘッド 観客数: 9,579人 主審: ジョン・バスビー |

| 2019年5月13日 19:45 |

| フォレストグリーン・ローヴァーズ           | 1 - 1         | トレンメア・ローヴァーズ |
| ミルズ 12分 · ウィンチェスター 45+2分 67分 | レポート(BBC) | ノーウッド 27分          |

| ニュー・ローン・スタジアム, ネイルスワース 観客数: 4,492人 主審: エディ・イルダートン |

二試合合計スコア 2 - 1でトレンメア・ローヴァーズが決勝進出

### 決勝
| 2019年5月24日 15:00 |

| ニューポート・カウンティ | 0 - 1 (延長) | トレンメア・ローヴァーズ |
|                          |              | ジェニングス 119分       |

| ウェンブリー・スタジアム, ロンドン |